# Сонячна лабораторія Гейла
Сонячна лабораторія Гейла (англ. Hale Solar Laboratory) — історична астрономічна обсерваторія в Пасадіні, округ Лос-Анджелес, Каліфорнія, США. Побудована в 1923 році, вона була лабораторією астронома Джорджа Еллері Гейла (1868—1938). Будівля, що є своєрідним поєднанням стилів місійного відродження та іспанського колоніального відродження, була визнана Національною історичною пам'яткою.

## Опис
Сонячна лабораторія Гейла розташована в житловому районі на приватній ділянці на південь від кампусу Каліфорнійського технологічного інституту, на східній стороні Голладей-Роад між дорогами Ломбарді-Роад та Орландо-Роад. Лабораторія розташована далеко від вулиці, на вузькому провулку, обсадженому деревами. Це приблизно Т-подібна бетонна конструкція з черепичним дахом. Центральна паличка літери «Т» складається з телескопічної вежі, бібліотеки/офісу та житлової зони Гейла, тоді як у верхній паличці літери «Т» історично розміщувалося електричне та вентиляційне обладнання. Головний вхід знаходиться біля основи вежі. Він проходить крізь арку, над якою знаходиться вирізьблений барельєф, присвячений Ехнатону, єгипетському фараону, який поклонявся богу сонця Атону.

## Історія
Обсерваторію спроєктували Реджинальд Девіс Джонсон (1882—1952), Гордон Кауфман (1888—1949) та Роланд Коут (1890—1958), а її будівництво було завершено в 1923 році. Генеральний план ландшафтного дизайну та сади ділянки були розроблені Беатрікс Фарранд.
Після виходу на пенсію з посади директора Обсерваторії Маунт-Вілсон, Джордж Еллері Гейл побудував Сонячну лабораторію Гейла як свій офіс і майстерню для досліджень Сонця. В обсерваторії Гейл удосконалив спектрогеліоскоп, що дозволило проводити детальні спостереження поверхні Сонця. Інші важливі досягнення Гейла включають заснування Міжнародного астрономічного союзу, журналу «Astrophysical Journal» та участь у заснуванні Каліфорнійського технологічного інституту.
1989 року Сонячну лабораторію Гейла оголосили Національною історичною пам'яткою.